# Isocolus lichtensteini
Isocolus lichtensteini é uma espécie de insetos himenópteros, mais especificamente de vespas pertencente à família Cynipidae.
A autoridade científica da espécie é Mayr, tendo sido descrita no ano de 1882.
Trata-se de uma espécie presente no território português.